# Immuniteit (biologie)

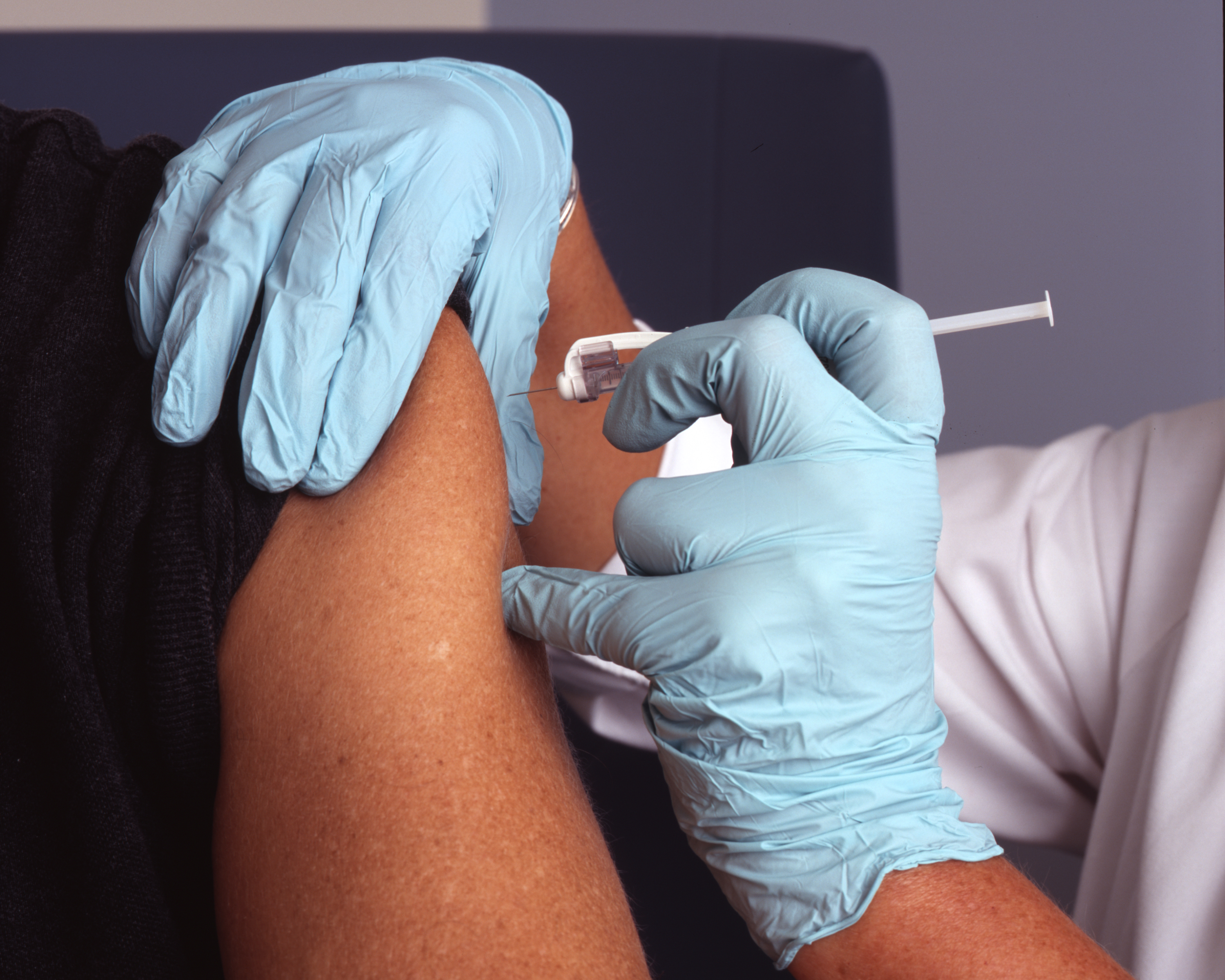
Vaccinatie draagt bij aan groepsimmuniteit, en daarmee aan het indammen van de verspreiding van een ziekteverwekker

Immuniteit is het vermogen van levende wezens om zich te verweren tegen een ziekteverwekkend micro-organisme. Een immuun individu is meestal onvatbaar voor een bepaalde infectieziekte. Bij gewervelde dieren ontstaat natuurlijke immuniteit nadat het dier een ziekte heeft doorgemaakt en hiervan hersteld is. In een immuun individu zijn antilichamen of geheugencellen in de circulatie aanwezig, die herhaling van dezelfde infectie kunnen voorkomen. Immuniteit kan worden opgewekt via vaccinatie.
In de klinische immunologie wordt er onderscheid gemaakt tussen passieve en actieve immuniteit. Passieve immuniteit biedt tijdelijke bescherming en wordt meestal bereikt door het inspuiten van voorgevormde antilichamen. Omdat de antilichamen na verloop van tijd worden afgebroken, neemt de bescherming langzaam maar zeker af. Bij actieve immuniteit vormt het individu zelf een immuunrespons tegen de ziekteverwekker, door ofwel besmetting of door inenting. Bij actieve immunisatie worden geheugencellen aangemaakt, waardoor het individu langere tijd beschermd is.

## Begripsgeschiedenis

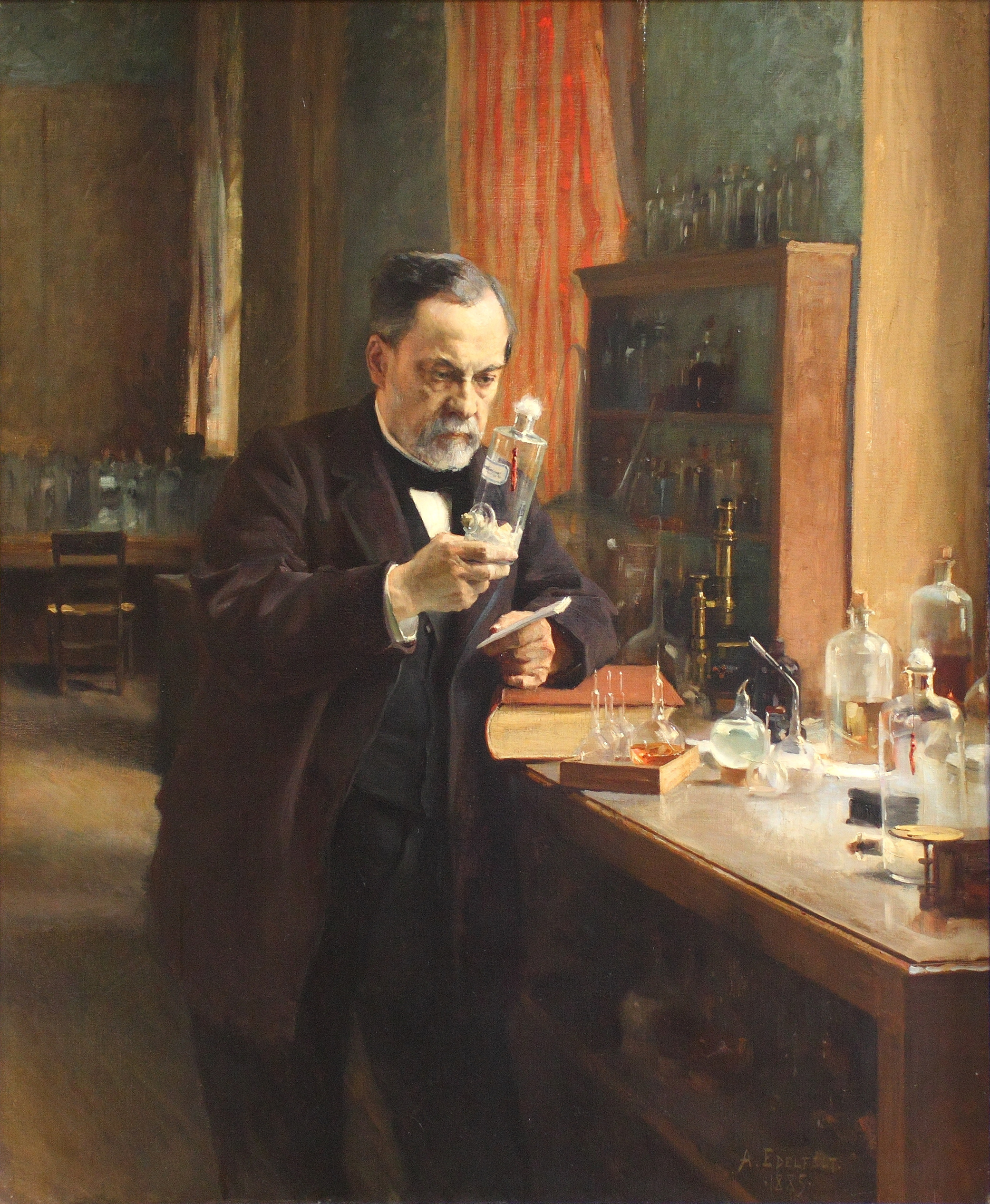
Louis Pasteur in zijn laboratorium, portret van Albert Edelfelt, 1885

Sinds mensenheugenis heeft de mens zich beziggehouden met de oorzaken van en bescherming tegen ziekten. In de Griekse oudheid, ten tijde van Hippocrates, die beschouwd wordt als de vader van de geneeskunde, werden ziekten toegeschreven aan een verandering of onevenwicht in een van de vier lichaamssappen (humores). De eerste schriftelijke vermelding van het concept van immuniteit, komt mogelijk van de Atheense geschiedschrijver Thucydides, die in 430 v.Chr. het volgende over een pestepidemie schreef: "Zij die hersteld waren, kenden het verloop van de ziekte en waren vrij van angst. Niemand werd ooit een tweede keer aangevallen, in ieder geval niet met een dodelijke afloop".
De eerste klinische beschrijving van immuniteit stamt uit de 9e eeuw, en wordt toegeschreven aan de islamitische geleerde Al-Razi. In zijn verhandelingen omschrijft hij de symptomatische uiting van ziekten als pokken en mazelen. Hij verklaarde daarbij dat blootstelling aan deze ziekteverwekkers aanleiding geeft tot een blijvende immuniteit (hoewel hij deze term zelf niet gebruikte).
Het concept van immunisatie werd al lang voor de ontdekking van ziektekiemen gebruikt en toegepast. In 1798 kwam Edward Jenner op het idee om mensen opzettelijk te infecteren met koepokken, een mildere variant van de menselijke pokkenziekte. De besmette persoon ontwikkelde nauwelijks symptomen, en was beschermd (geïmmuniseerd) tegen de pokken. Tegen 1800 werd de procedure vaccinatie genoemd. In 1891 ontwikkelde Louis Pasteur op basis van de nieuwe inzichten een vaccin tegen hondsdolheid.

## Passieve immuniteit
Passieve immuniteit is een tijdelijke vorm van bescherming tegen ziekteverwekkers, die ontstaat door het toedienen van voorgevormde antilichamen (kunstmatige passieve immunisatie), of door antilichamen binnen te krijgen via moedermelk of uitwisseling via de navelstreng (natuurlijke passieve immunisatie). Iemand kan door passieve immunisatie tegen de gevolgen van een infectie beschermd worden. Passieve immunisatie wordt gebruikt wanneer er een hoog infectierisico is en het lichaam onvoldoende tijd heeft om zijn eigen immuunrespons te ontwikkelen. Dit kan bijvoorbeeld nodig zijn bij patiënten met immuundeficiënties, of wanneer er een onmiddellijke humorale bescherming nodig is, zoals bij een ernstige slangenbeet.
Omdat de antilichamen direct in hoge concentraties in het bloed worden gebracht, is er bij passieve immuniteit sprake van onmiddellijke bescherming. De antistoffen raken echter na verloop van tijd hun neutraliserende werking kwijt, omdat ze langzaam worden afgebroken in het lichaam. Er is daarom geen langdurig aanhoudende bescherming, en het individu kan later opnieuw besmet worden met dezelfde ziekteverwekker.

### Kunstmatige passieve immunisatie

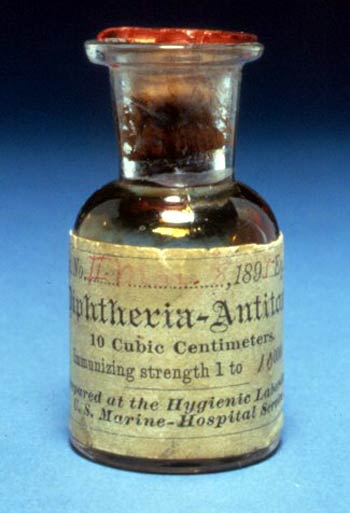
Een antiek flesje difterie-antitoxine, gewonnen uit paardenserum, c. 1895

Passieve vaccinatie is het toedienen van antistoffen, afkomstig van een ander individu die gericht zijn tegen een bepaalde ziekteverwekker. Vroeger werd vaak gebruik gemaakt van paardenserum, tegenwoordig alleen nog van humane antilichamen. In de praktijk wordt passieve vaccinatie alleen overwogen als direct een bescherming nodig is, bijvoorbeeld bij de behandeling van een beet door een giftige slang, of na een mogelijke infectie met hondsdolheid na een beet door een hond. Bij het begin van de Ebola-uitbraak in West-Afrika in 2014 werden aan een aantal patiënten een mengsel van monoklonale antilichamen toegediend als passief vaccin.
Bij passieve vaccinatie zullen de toegediende antilichamen vaak direct worden verbruikt, omdat het antigeen al in het lichaam aanwezig is. De toegediende antilichamen verdwijnen met een halfwaardetijd die op zijn hoogst gelijk is aan die van het IgG van de ontvanger (zo'n 21 dagen). Het beschermende effect verdwijnt daardoor ook weer vrij snel. Voor patiënten met stoornissen in de humorale afweer vormt substitutietherapie met intraveneus immuunglobuline een essentieel onderdeel van de behandeling.

## Actieve immuniteit
Actieve immunisatie is erop gericht een langdurige bescherming te geven tegen schadelijke ziekteverwekkers. Een vaccin dient de immuunrespons tegen een pathogeen micro-organisme zo nauwkeurig mogelijk na te bootsen, waarbij zowel het humorale als het cellulaire immuunsysteem wordt gestimuleerd. Actieve vaccinatie tientallen jaren bescherming, soms zelfs levenslang (afhankelijk van het vaccin). Door de inductie van geheugencellen blijft bescherming aanwezig, terwijl het vaccin zelf al lang uit het lichaam verdwenen is.